# Сент Китс и Невис на Светском првенству у атлетици у дворани 2012.
Сент Китс и Невис је учествовао на Светском првенству у атлетици у дворани 2012. одржаном у Истанбулу од 9. до 11. марта девети пут. Репрезентацију Сент Китса и Невиса представљала су два такмичара (1 мушкарац и 1 жена), који су се такмичили у две дисциплине.
Сент Китс и Невис није освојио ниједну медаљу али је Бриџеш Лоренс оборио лични рекорд.

## Учесници
| Мушкарци: - Бриџеш Лоренс — 60 м | Жене: - Tiandra Ponteen — 400 м |  |

## Резултати

### Мушкарци
| Атлетичар     | Дисциплина | Лични рекорд | Квалификације | Квалификације | Полуфинале | Полуфинале | Финале               | Финале  | Детаљи |
| Атлетичар     | Дисциплина | Лични рекорд | Резултат      | Место         | Резултат   | Место      | Резултат             | Место   | Детаљи |
| ------------- | ---------- | ------------ | ------------- | ------------- | ---------- | ---------- | -------------------- | ------- | ------ |
| Бриџеш Лоренс | 60 м       | 6,64         | 7,00 КВ       | 2. у гр. 3    | 6,80       | 7. у гр. 2 | Није се квалификовао | 18 / 60 |        |

### Жене
| Атлетичарка     | Дисциплина | Лични рекорд | Квалификације | Квалификације | Полуфинале         | Полуфинале         | Финале                | Финале                | Детаљи |
| Атлетичарка     | Дисциплина | Лични рекорд | Резултат      | Место         | Резултат           | Место              | Резултат              | Место                 | Детаљи |
| --------------- | ---------- | ------------ | ------------- | ------------- | ------------------ | ------------------ | --------------------- | --------------------- | ------ |
| Tiandra Ponteen | 400 м      | 50,91 НР     | 55,88 кв      | 3. у гр. 3    | Није завршила трку | Није завршила трку | Није се квалификовала | Није се квалификовала |        |